# Новорусия (конфедерация)
Вижте пояснителната страница за други значения на Новорусия.
Новорусия (на руски: Новоро́ссия; на украински: Новоросiя), официално Съюз на народните републики (Союз народных республик, СНР), е конфедеративна държава, съществувала в региона Донбас, Източна Украйна от 24 май 2014 до 18 май 2015 година.
Образувана е от самопровъзгласилите се непризнати държави Луганска народна република и Донецка народна република, като и двете имат граница с Русия. Украйна определя конфедерацията като лежаща в зона на антитерористични операции.
Наименованието на конфедеративния съюз го свързва (със заявявана историческа приемственост) с Новорусия – регион на Руската империя, обхващал днешните Южна и Източна Украйна и частично Ростовска област на Русия. СНР, по замисъл на нейните създатели, представлява съюз на републики, към който да се присъединят други републики, провъзгласени на територията на Украйна, преимуществено от историческата Новорусия.

## География
Конфедерацията обединява Донецката (ДНР) и Луганската (ЛНР) народни републики, провъзгласили се за суверенни държави в пределите съответно на Донецка и Луганска области в Украйна.
Териториално обхваща променлива площ (поради честите завоевания и настъпления) заради водените военни действия срещу правителствените въоръжени сили на Украйна – главно източните и югоизточните части на Донецка област и южната част на Луганска област. Населението се оценява на около 3 млн. души.

## История
На 24 юни 2014 г. лидери на ДНР и ЛНР се споразумяват и обявяват за общото решение да се обединят в конфедеративна държава – Съюз на народните републики. На 26 юни същата година е приета конституция и за председател на парламента (държавен глава) на СНР е избран Олег Царьов (Олег Царёв). С промяна в конституцията от 15 юли същата година парламентът на СНР добавя Новорусия (Новороссия) като кратко наименование на конфедерацията.
След почти година е прекратено действието на споразумението за конфедеративен съюз. На 18 май 2015 г. министърът на външните работи на ДНР заявява, че „проектът Новорусия“ е закрит за неопределено време. Аналогично заявление прави и О. Царьов, като уточнява, че проектът е „замразен“, тъй като създаването на Новорусия не се предвижда от Минските споразумения (за урегулиране на кризата в Донбас), които са подписани от ДНР и ЛНР с Украйна, но може да бъде възобновен „ако Киев наруши обявеното примирие, ако възникне ескалация на военните действия“.

## Въоръжени сили
Към юли 2014 година по твърдението на Павел Губарев от ДНР общата численост на въоръжените сили на СНР съставлява около 20 000 души.